# بيل هيوز (لاعب كرة قاعدة أمريكي)
بيل هيوز (بالإنجليزية: Bill Hughes)‏ هو لاعب كرة قاعدة أمريكي، ولد في 1860 في بنسيلفانيا في الولايات المتحدة، وتوفي في 2 ديسمبر 1928 في بروكلين في الولايات المتحدة.